# Driver (gra komputerowa)
Driver (w Stanach Zjednoczonych wydany pod tytułem Driver: You Are the Wheelman, w Japonii wydany jako Driver ～潜入！カーチェイス大作戦～, Driver: Sennyuu! Car Chase Daisakusen) – komputerowa gra akcji, pierwsza część z serii gier Driver. Gracz wciela się w postać policjanta Tannera, który przenika do świata przestępczego. Jego zadaniem jest rozpracowanie międzynarodowej szajki zajmującej się kradzieżami samochodów.
Gra została wydana w wersji na komputery osobiste i konsolę PlayStation w 1999 roku. Rok później odbyła się premiera na urządzenie przenośne Game Boy Color. W 2009 roku gra została wydana przez Gameloft na iPhone.
W 1999 roku gra otrzymała nagrodę Best of E3 Game Critics w kategorii Best Racing. W 2002 roku zajęła 12. miejsce w rankingu Top 25 Games of All Time organizowanym przez IGN.

## Fabuła
Gracz wciela się w postać policjanta Tannera, który ma za zadanie przedostać się do szeregów grupy przestępczej. By dostać się do grupy, Tanner musi przejść przygotowany przez nią trening i udowodnić, że ma odpowiednie umiejętności i będzie dobrze wykonywać swoją pracę. Po jego zaliczeniu otrzymuje pierwsze zadanie do wykonania w Miami. Po ukończeniu części fabularnej gry, Tanner może poruszać się po czterech szczegółowo odwzorowanych miastach: Nowym Jorku, Miami, San Francisco i Los Angeles, znajdujących się w Stanach Zjednoczonych. Po zakończeniu gry lub zastosowaniu kodów zostaje odblokowane brytyjskie miasto Newcastle, gdzie znajduje się siedziba twórców gry.

## Rozgrywka
Gra oferuje trójwymiarowy wygląd. Po zakończeniu misji uaktywniona zostaje opcja montażu filmu z kamer zewnętrznych, który przedstawia działania podczas misji. Oprócz gracza ulicami miast jeżdżą inni kierowcy, przestrzegający przepisów ruchu drogowego i posiadający sztuczną inteligencję. W grze na skrzyżowaniach znajduje się pracująca sygnalizacja świetlna. Wszystkie ulice w grze są proste i przecinają się. Bohater przyjmuje zlecenia od lokalnych gangsterów. Pomyślne wykonanie misji jest nagradzane powtórką z akcji. Podczas jazdy na ekranie widoczne są dwa wskaźniki: Zniszczenie (ang. Damage), odpowiadający za uszkodzenia samochodu, oraz Przestępstwo (ang. Felony), pokazujący ile gracz popełnił przestępstw i wykroczeń. Podczas gry w prawym dolnym rogu ekranu znajduje się mała mapa, która pokazuje aktualną pozycję gracza oraz pozycje radiowozów. Po chodnikach poruszają się ludzie. Niemożliwe jest ich przejechanie, gdyż zawsze zdążą uciec. Podczas gry odtwarzana jest muzyka funkowa z lat 70. Podczas jazdy możliwe jest przełączanie widoków kamery. Gra dostępna jest w pełnej angielskiej wersji językowej (napisy w innych językach).

### Tryby gry
Gra oferuje następujące tryby: Undercover (tryb fabularny), Take a ride (przejażdżka po dostępnych miastach), Pursuit (pościg), Getaway (ucieczka przed pościgiem), Cross-Town Checkpoint (jazda na czas wyznaczoną trasą), Trail Blazer (jazda na czas z dodawanym czasem), Survival (unikanie szarży policji), Dirt Track (omijanie słupków na trasie), Carnage (niszczenie poruszających się aut).
Przed rozpoczęciem części fabularnej, tzn. trybu Undercover, na parkingu podziemnym gracz musi wykonać dziewięć zadań w ciągu jednej minuty, są to: Burnout (ruszenie z piskiem opon), Speed (osiągnięcie pewnej prędkości), Handbrake (hamowanie hamulcem ręcznym przed ścianą), Reverse 180 (obrót samochodu o 180 stopni przy jeździe wstecz), Slalom (slalom między kolumnami), Lap (okrążenie garażu), Brake test (ostre hamowanie), 360 (obrót o 360 stopni), 180 (obrót o 180 stopni). W wersji na przenośną konsolę Game Boy Color tryb ten został pominięty.

## Wydanie
Driver jest pierwszą grą serii o tym samym tytule wyprodukowaną przez Reflections Interactive. Do prac nad grą zaangażowano między innymi producenta Pete'a Hawleya, projektanta Martina Edmonsona oraz scenarzystę Maurice'a Sucklinga.
Wersja demonstracyjna gry została udostępniona do pobrania 5 sierpnia 1999 roku. 30 września 1999 roku gra została wydana przez GT Interactive na komputery osobiste pod system Windows. W wersji na system Macintosh gra została wydana 15 grudnia 1999 roku przez MacSoft. Gra w wersji na konsolę PlayStation została wydana 30 czerwca 1999 roku. Wydanie na przenośną konsolę Game Boy Color miało miejsce przez wydawcę Crawfish Interactive w kwietniu 2000 roku. 14 sierpnia 2008 roku gra została wydana w usłudze PlayStation Network. 8 grudnia 2009 roku gra została wydana w wersji na smartfon iPhone przez Gameloft.
Gra w wersji na komputery osobiste doczekała się kilku ponownych wydań. W 2000 roku gra została wydana w edycji Best of. W 2004 roku została wydana wersja PC Gamer Presents, a rok później Sold Out i Nowa eXtra Klasyka.  Gra została ponownie wydana również na PlayStation. W 2001 roku gra została wydana w edycji Best of Infogrames. W tym samym roku została wydana wersja Greatest Hits. Rok później została wydana wersja Spike Library #007. W 2004 roku gra została wydana przez w kompilacji z grą Driver 2.

## Odbiór

### Krytyka
Driver w wersji na komputery osobiste został pozytywnie przyjęty przez recenzentów, osiągając według agregatora GameRankings średnią wynoszącą 79,05% maksymalnych ocen. Erik Wolpaw z serwisu GameSpot chwalił jej oryginalność, scenariusze i odpowiedni poziom trudności. Twierdził, że uruchomienie misji nigdy nie było dla niego frustrujące, a gra daje dużo zabawy oraz ma swój klimat. Mike Morrissey z IGN stwierdził, że grafika gry, pomimo wymagania stosunkowo zaawansowanego komputera, jest dobra. Według niego również model jazdy, jak i fizyka są bardzo dobre, muzyka jest przyzwoita, a udźwiękowienie – ponadprzeciętne.
Erik Wolpaw z serwisu GameSpot skrytykował grafikę mówiąc, że jest ona dobra, ale nie można jej porównywać z grafiką gry Midtown Madness. Krytykował też tekstury budynków mówiąc, że są one często niewyraźne i powtarzane, miasto jest toporne, muzyka nieciekawa, a grze brakuje trybu gry wieloosobowej. Mike Morrissey z IGN skrytykował pojawiające się w grze przerywniki filmowe. Według niego są one nieciekawe. Ponadto blokady policji pojawiają się znikąd, a grze brakuje trybu gry wieloosobowej.
Gra w wersji na konsolę PlayStation została pozytywnie przyjęta przez recenzentów, osiągając według agregatora GameRankings średnią wynoszącą 87,52% maksymalnych ocen. Ben Silverman z serwisu Game Revolution chwalił realizm i głębię gry, rewolucyjną funkcję powtórek, doskonałą fizykę samochodu, ruch uliczny oraz jej grywalność. Ryan Mac Donald z GameSpot porównał grę do Grand Theft Auto, z tą różnicą, że Driver został stworzony w technologii 3D, a gracz nie może wychodzić z samochodu. Graficznie według niego gra wygląda dobrze, ale samochody, obiekty i środowisko wyglądają trochę topornie. Z dystansu widać również piksele, ale te elementy wyostrzają się, gdy gracz zaczyna się do nich zbliżać. Doug Perry z IGN w recenzji napisał, że programiści gry stworzyli grę, wykorzystując pełną moc konsoli. Według niego fizyka gry jest fantastyczna, a grafika – bardzo dobra.
Ben Silverman z serwisu Game Revolution negatywnie ocenił grafikę. Według niego gra wykorzystuje pełną moc PlayStation, jednak z tego powodu występują w niej błędy. Ryan Mac Donald z GameSpot stwierdził, że głosy postaci w grze są niedobre. Doug Perry z IGN w swej recenzji skrytykował długi czas ładowania gry, błędy podczas rozgrywki oraz przeskoki w płynności gry.
Gra w wersji na przenośną konsolę Game Boy Color została przyjęta przez recenzentów najgorzej, spośród wszystkich wersji gry, osiągając według agregatora GameRankings średnią wynoszącą 75,5% maksymalnych ocen. Frank Provo z GameSpot w recenzji napisał, że gra jest godna pochwały za grywalność i jej efekty wizualne oraz dźwięk. Craig Harris z IGN chwalił model jazdy. Skrytykował jednak to, że miasta są płaskie.

### Sprzedaż
Według strony internetowej VGChartz włącznie do 18 sierpnia 2012 roku sprzedanych zostało 6 270 000 egzemplarzy gry Driver w wersji na PlayStation, w tym 3 110 000 w Ameryce Północnej, 2 800 000 w Europie oraz 20 000 w Japonii.

### Nagrody
| Rok  | Nagroda                       | Kategoria   | Nominacja       |
| ---- | ----------------------------- | ----------- | --------------- |
| 1999 | Best of E3 Game Critics Award | Best Racing | Gra komputerowa |

### Rankingi
| Rok  | Organizacja | Ranking                  | Wynik       |
| ---- | ----------- | ------------------------ | ----------- |
| 2002 | IGN         | Top 25 Games of All Time | 12. miejsce |